# Kicsinyítés (film)
A Kicsinyítés (eredeti cím: Downsizing) 2017-ben bemutatott amerikai sci-fi filmvígjáték, amelyet Alexander Payne és Jim Taylor forgatókönyvéből Payne rendezett. A főbb szerepekben Matt Damon, Christoph Waltz, Hong Chau, Kristen Wiig és Udo Kier látható.
A filmet világpremierje 2017. augusztus 30-án volt a 74. Velencei Nemzetközi Filmfesztiválon, az Amerikai Egyesült Államokban 2017. december 22-én mutatta be a Paramount Pictures. Magyarországon 2018. január 11-én jelent meg az UIP-Dunafilm forgalmazásában. Általánosságban vegyes visszajelzéseket kapott a kritikusoktól, és bevételi szempontból is megbukott; a 68-76 milliós gyártási költségvetéssel szemben mindössze 55 millió dolláros bevételt hozott. Ennek ellenére a National Board of Review a 2017-es év tíz legjobb filmje közé választotta, Chau pedig a 75. Golden Globe-díjátadón a legjobb női mellékszereplőnek járó jelölést kapta.

## Cselekmény
A közeljövőben; a tudósok váratlan megoldást találtak a bolygó túlnépesedésének problémájára. Asbjørsen norvég tudós feltalált egy módszert az emberek méretének csökkentésére. A lineáris méretek körülbelül 12 cm-re, a térfogat és a tömeg pedig az ezerszeresére csökken. Miután az első kis emberkommuna megjelent, az ötlet gyorsan népszerűvé vált. Leisurelandben az élet nagyon csábítónak tűnik a kisvárosban, Kayfaville-ben, ha „kis” valutára váltják, az egyszerű emberek gazdaggá válnak, és olyan életet engedhetnek meg maguknak, amiről soha nem is álmodtak. 
Paul és Audrey Safranek házaspár úgy dönt, kiszakad nehéz életükből, amelyben nem tudnak kitörni a bankkölcsönöktől való függőségükből, és leépülnek. Az utolsó pillanatban Audrey meggondolja magát, miközben Paul már átesett egy visszafordíthatatlan beavatkozáson. Szakítanak egymással, majd elválnak. Paulnak egyedül kell élnie - és a „kisemberek” létezésének valósága nem is olyan rózsásnak bizonyult. Paul találkozik Ngoc Lan Trannal, egy vietnámi menekülttel, akit hazája kormánya kényszerkicsinyítési eljárásnak vetett alá. Miután az Amerikai Egyesült Államokba menekült egy tévés dobozban, megsérült a lába, és amputálni kellett. Ngoc takarítóként dolgozik Paul gazdag szomszédjának, Dushannak a házában. Paul megtudja, Kayfaville-n kívül, akárcsak a nagyvárosokban, nyomornegyedek is vannak, ahol azok élnek, akik a város lakói számára biztosítják a nyugodt életet.
Paul szomszédja, Dushan meghívja őt Norvégiába, Dr. Asbjørsen első kommunájába. Paul Ngoc-kal együtt megy el az útra. Paul megtudja, a zsugorodási eljárás feltalálásának valódi oka az volt, hogy túl kell élni a közelgő globális környezeti katasztrófát. Asbjørsen menedéket szervezett egy fjord sziklájában, mert úgy véli, a Föld lakossága nem fogja túlélni a globális felmelegedés kataklizmáját. Meghívja Pault és Ngokot, hogy csatlakozzanak a túlélőcsapathoz. Ngok visszautasítja, és vele együtt Paul is. Visszatér Kayfaville-be, és annak szenteli magát, hogy segítsen a nyomornegyedekben élő embereknek a túlélésben.

## Szereplők
| Szereplő               | Színész              | Magyar hang       |
| ---------------------- | -------------------- | ----------------- |
| Paul Safranek          | Matt Damon           | Stohl András      |
| Dušan Mirković         | Christoph Waltz      | Csankó Zoltán     |
| Ngoc Lan Tran          | Hong Chau            | Dögei Éva         |
| Audrey Safranek        | Kristen Wiig         | Németh Borbála    |
| Dr. Jørgen Asbjørnsen  | Rolf Lassgård        | Kőszegi Ákos      |
| Anne-Helene Asbjørnsen | Ingjerd Egeberg      | Kiss Mari         |
| Joris Konrad           | Udo Kier             | Ujréti László     |
| Dr. Andreas Jacobsen   | Søren Pilmark        | Jakab Csaba       |
| Dave Johnson           | Jason Sudeikis       | Széles Tamás      |
| Carol Johnson          | Maribeth Monroe      | Solecki Janka     |
| Solveig Edvardsen      | Margareta Pettersson | Andresz Kati      |
| Aneszteziológus        | James Van Der Beek   | Kautzky Armand    |
| Paul anyja             | Jayne Houdyshell     | Zsurzs Kati       |
| Jeff Lonowski          | Neil Patrick Harris  | Markovics Tamás   |
| Laura Lonowski         | Laura Dern           | Farkasinszky Edit |
| Kicsinyített női utas  | Margo Martindale     | Bessenyei Emma    |
| Adminisztrátor         | Donna Lynne Champlin | Németh Kriszta    |
| Matt                   | Don Lake             | Epres Attila      |
| Kristen                | Kerri Kenney         | Tarr Judit        |

### Magyar változat
- Főcím: Bozai József
- Magyar szöveg: Speier Dávid
- Keverőhangmérnök: Lars W. Sørensen
- Felvevő hangmérnök: Bederna László
- Vágó: Kránitz Bence
- Gyártásvezető: Molnár Melinda
- Szinkronrendező: Juhász Anna
- Produkciós vezető: Németh Napsugár, Szabó Nicolette

A szinkront az SDI Media Hungary készítette el.

## A film készítése
A Kerülőutak (2004) és az Utódok (2011) megjelenése közötti hét évben Alexander Payne és Jim Taylor két és fél évet töltöttek a film forgatókönyvének megírásával, amely eredetileg Payne következő filmje lett volna a Kerülőutak után. Végül azonban ezt megelőzte a Utódok, majd a Nebraska (2013). 2014. november 5-én hivatalosan is bejelentették, hogy a Kicsinyítés lesz Payne következő filmje.
A filmet Payne, Taylor és Mark Johnson készítette, a forgatókönyvet Payne és Taylor közösen írták. 2015. január 8-án bejelentették, hogy az Annapurna Pictures fogja finanszírozni és gyártani a filmet; Payne és Taylor produkciós cége, az Ad Hominem Enterprises is részt vett a produkcióban. Eredetileg a Century Fox forgalmazta volna a filmet, de 2015. október 2-án kiderült, hogy a Paramount Pictures szerezte meg a forgalmazási jogokat.
Reese Witherspoon 2009-ben csatlakozott a projekthez, ekkor Paul Giamatti és Sacha Baron Cohen is a főszereplők között volt. 2014. november 5-én hivatalosan bejelentették, hogy Matt Damon kapta meg a főszerepet, átvéve Giamatti helyét. 2015. január 7-én megerősítették, hogy Witherspoon továbbra is részt vesz a projektben. Másnap bejelentették, hogy Alec Baldwin, Neil Patrick Harris és Jason Sudeikis is csatlakoztak a szereplőgárdához, bár Baldwin később visszalépett. 2016. március 10-én Christoph Waltz és Hong Chau is csatlakoztak a filmhez, majd március 29-én kiderült, hogy Kristen Wiig váltja Witherspoont. 2016 augusztusában bejelentették, hogy Margo Martindale egy kisebb szerepben fog feltűnni.

### Forgatás
A film forgatása 2016. április 1-jén kezdődött a Mississaugában és Torontoban, többek között a York Egyetem Vari Hall épületében, a University of Toronto Mississauga campusán és az Aga Khan Múzeumban. A forgatás később folytatódott Markhamben, Omahában, Los Angelesben, valamint Norvégiában, a Trollfjordban. A film zenéjét Rolfe Kent szerezte.

## Bemutató
A Kicsinítés világpremierje 2017. augusztus 30-án volt a 74. Velencei Nemzetközi Filmfesztiválon, majd később a 2017-es Torontói Nemzetközi Filmfesztiválon is bemutatták. Az Amerikai Egyesült Államokban 2017. december 22-én került a mozikba a Paramount Pictures forgalmazásában.

### Médiakiadás
A film 2018. március 6-án jelent meg Digital HD-kiadásban, március 20-án Ultra HD Blu-ray, Blu-ray és DVD formátumban.